# Territorio de Nutca
El Territorio de Nutca (o San Lorenzo de Nutca alternativamente Nootka) comprendía las islas de Nutca, Flores, Quadra y Vancouver, y otras del estrecho de Georgia, así como la totalidad del actual Lower Mainland, en Columbia Británica y la mitad sur de esta provincia canadiense; así como los estados de Washington, Oregón, Idaho y partes de Montana y Wyoming en los Estados Unidos. Fue gobernado desde la Ciudad de México de 1789 a 1795, fecha en la que formó parte del Virreinato de Nueva España, de 1795 a 1821, siguió siendo reclamado por parte del Virreinato.

## Historia

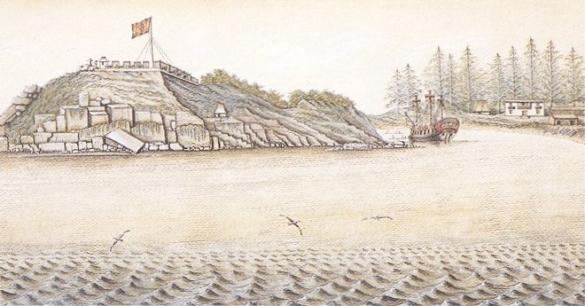
Fuerte español de San Miguel, San Lorenzo de Nutca. Dibujo de Sigismund Bacstrom, 1793.

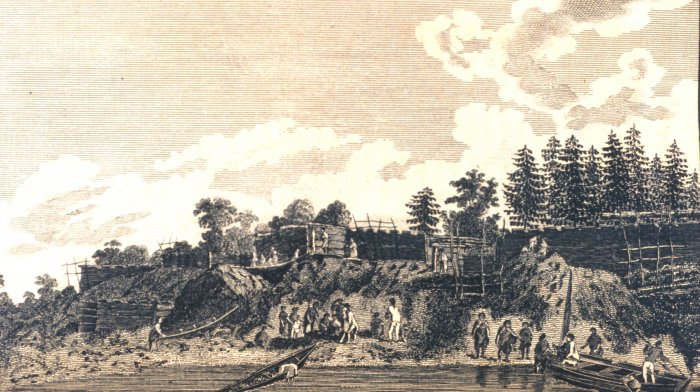
Vista de casas en el Territorio de Nutca. Viajes del Capitán Cook, 1790.

Los españoles al mando de Esteban José Martínez construyeron en 1789 el Fuerte de San Miguel en la bahía de Nutca, actual isla de Vancouver. Tal fuerte se hallaba ubicado hacia las coordenadas 49°37′00″N 126°37′00″O / 49.61667, -126.61667 para defender esta posesión. El fuerte fue ocupado por la Compañía de Voluntarios Catalanes desde 1791 a 1795 cuando fue abandonado.
El viajero y dibujante Sigismund Bacstrom fue huésped de los oficiales españoles del fuerte durante unos meses en 1792-93.
Las Convenciones de Nutca de 1790, 1792 y 1793, resolvieron las diferencias con Gran Bretaña devolviéndole la posesión de sus instalaciones en el territorio, quedando liberado su acceso al mismo y sin definir la pertenencia a ningún estado, ya que España y Gran Bretaña podían establecerse en la zona. Aunque quedó abierta a la colonización británica y española de la costa nororiental del Pacífico desde Oregón hasta Alaska, el comienzo de las guerras napoleónicas en Europa distrajo los esfuerzos colonizadores. 
En ese momento los Estados Unidos no reclamaban nada en esas áreas, pero adquirió los derechos españoles en la zona por medio del Tratado Adams-Onís firmado en 1819. Los Estados Unidos arguyeron que habían adquirido los derechos españoles de propiedad exclusiva en el área. Esta posición llevó a un litigio con el Reino Unido conocido como disputa limítrofe de Oregón. Fue resuelta por la firma del Tratado de Oregón en 1846, dividiendo el territorio en disputa y estableciendo lo que sería el futuro límite entre Estados Unidos y Canadá al oeste de las Montañas Rocosas (paralelo 49º00'N).